# Ernest (cantante)
Ernest Keith Smith, detto Ernest (Nashville, 11 gennaio 1992), è un cantautore statunitense.
Ha scritto canzoni registrate da Morgan Wallen, Jake Owen, Florida Georgia Line, Thomas Rhett, Chris Lane e Jelly Roll.

## Biografia
Ernest è nato e cresciuto a Nashville, nel Tennessee, dove ha frequentato la Lipscomb Academy. Ha iniziato ad interessarsi alla musica hip hop fin da piccolo, citando la colonna sonora di Space Jam, che ascoltava in prima media, e Eminem, John Mayer e George Strait come le sue principali influenze. A 19 anni, ha avuto un infarto causato da un'infezione virale. Ha sviluppato una tossicodipendenza mentre giocava a baseball nella National Junior College Athletic Association al college. Dopo essersi ripreso, è tornato a Nashville e ha iniziato a scrivere e registrare canzoni in stile bro-country con Matt Royer, fratello della sua attuale moglie, proprietario di uno studio di registrazione. Questa collaborazione lo ha portato a co-scrivere la title track dell'album del 2016 dei Florida Georgia Line, Dig Your Roots. L'anno successivo, registrando con lo pseudonimo Ernest, ha pubblicato singoli country rap: Dopeman e Bad Boy.
Dopo aver scritto canzoni per Chris Lane e Jake Owen, nel settembre 2019, Ernest ha firmato un contratto discografico e un accordo di management con la Big Loud, l'etichetta con cui Owen e Lane hanno firmato.
Nell'aprile 2020, Ernest ha lanciato un podcast, Just Being Ernest, in cui parla con altri musicisti dell'industria musicale. Ha registrato 50 episodi, principalmente durante la pandemia di COVID-19.
Ernest ha ottenuto ulteriore successo come autore nel 2020 con Big, Big Plans di Lane, More Than My Hometown di Morgan Wallen e Breaking Up Was Easy in the 90s di Sam Hunt. Ha anche pubblicato il suo primo singolo per la Big Loud, intitolato Cheers.
Ernest è stato coautore del singolo Hide from a Broken Heart del compagno di etichetta Dallas Smith, pubblicato nel novembre 2021.
Ha pubblicato Flower Shops, un duetto con Wallen, nel dicembre 2021.
Nell'aprile 2024, si è esibito allo Stagecoach Festival, apparendo anche in alcune canzoni con Morgan Wallen e Willie Nelson.

## Discografia

### Album in studio
- 2019 – Locals Only
- 2022 – Flower Shops (The Album)
- 2024 – Nashville, Tennessee

### Riedizioni
- 2023 – Flower Shops (The Album): Two Dozen Roses